# Nicola Berti
Nicola Berti (ur. 14 kwietnia 1967 w Salsomaggiore Terme), włoski piłkarz, pomocnik, uczestnik MŚ 1990 (III miejsce) i MŚ 1994 (II miejsce), długoletni zawodnik Interu.

## Kariera klubowa
Karierę zaczynał w Parmie, gdzie grał w latach 1982–1985. Trzy sezony spędził w Fiorentinie, w 1988 został zawodnikiem Interu. W Mediolanie wywalczył tytuł mistrza kraju (1989) oraz trzykrotnie Puchar UEFA (1991, 1994 i 1998). W 1998 odszedł Tottenhamu, w barwach angielskiego zespołu w 21 spotkaniach zdobył 4 bramki. W 1999 krótko był piłkarzem australijskiego Northern Spirit FC i hiszpańskiego Deportivo Alavés.

## Kariera reprezentacyjna
W reprezentacji Włoch zagrał 39 razy i strzelił 3 bramki. Debiutował 19 października 1988 w meczu z Norwegią, ostatni raz zagrał dla niej w 1995.